# 卡皮亞山

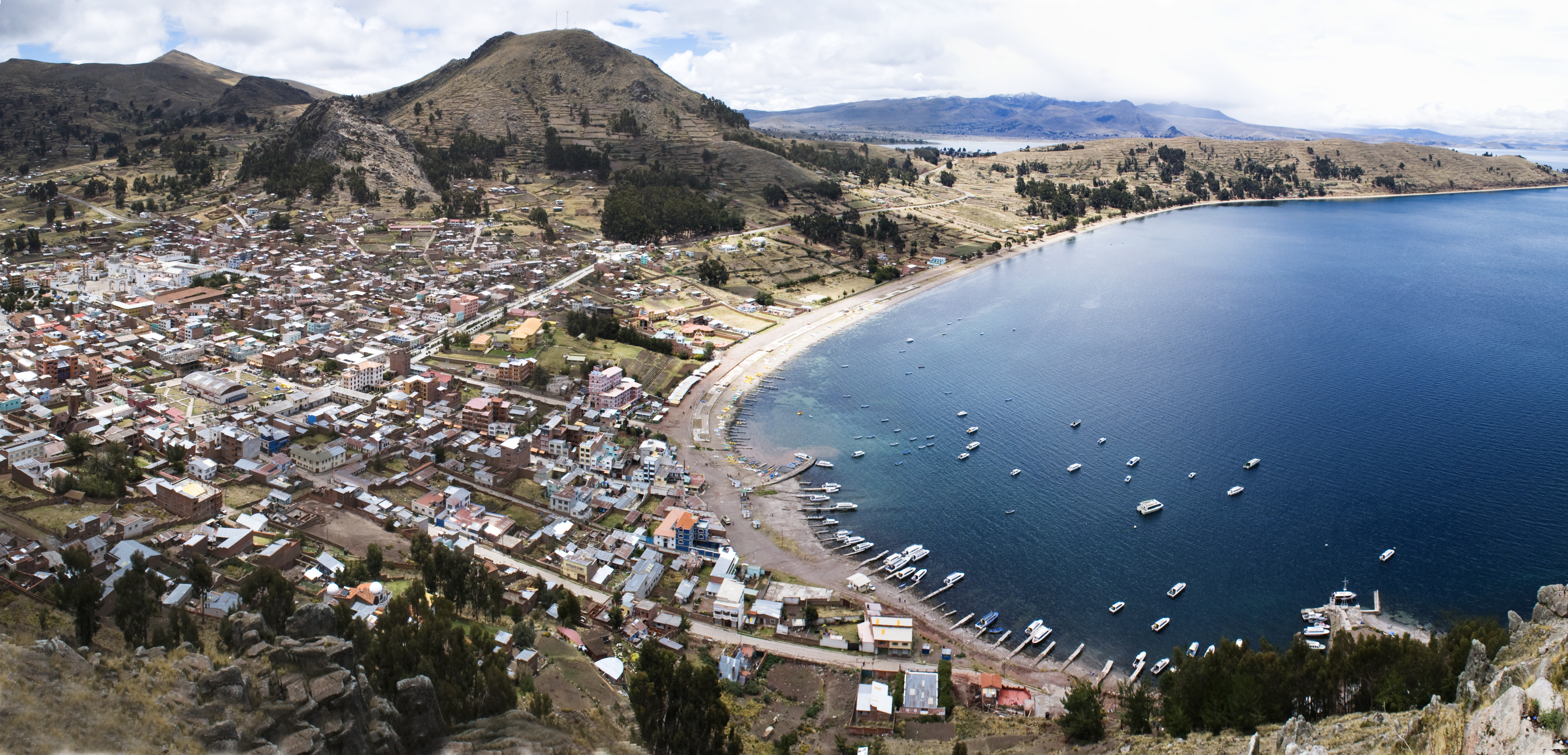

16°19′52″S 69°8′32″W / 16.33111°S 69.14222°W
卡皮亞山（西班牙語：Cerro Khapia），是秘魯的山峰，位於該國東南部普諾大區的丘奎托省和永古約省，處於阿西魯帕特哈尼亞山以南、的的喀喀湖附近，海拔高度4,809米。